# Ватульов Владлен Микитович
Владлен Микитович Ватульов (нар. 20 квітня 1929 (Гола Пристань)) — український вчений-хімік, доктор хімічних наук, кандидат фізико-математичних наук, старший науковий співробітник.

## Біографія
Владлен Микитович Ватульов народився 20 квітня 1929 р. у м. Гола Пристань на Херсонщині. Навчався у місті Херсоні, однак закінчив середню освіту після реевакуації в школі №6 м. Кропивницький у 1947 р. Вищу освіту здобув на фізичному факультеті Київського держуніверситету імені Тараса Шевченка, де і працював після його закінчення у 1952 р. У 1954-1968 рр. працював у Інституті фізики АН УРСР, спочатку на посаді інженера, а після закінчення аспірантури у 1959 р. - молодшого і старшого наукового співробітника. В 1968 р. рішенням Президії АН УРСР переведений на роботу в Інститут хімії високомолекулярних сполук НАН України, де працював на посаді старшого наукового співробітника до 1998 року. У 1970-1972 рр. був керівником лабораторії фізики полімерів.

## Наукова діяльність
В ІХВС спочатку продовжив дослідження в області приймачів випромінювання для ІЧ-спектрофотометрів, розпочаті при виконанні дипломної роботи, а потім переключився на дослідження в галузі молекулярної спектроскопії, зокрема вивчав вплив недосконалостей молекулярних кристалів на спектри поглинання та люмінесценції, зв'язок електронних збуджень у домішкових молекулах з коливаннями решітки молекулярних кристалів. Методами поляризаційної мікроскопії встановив наявність поліморфного перетворення в кристалах октагідроантрацену, віднесене, судячи з особливостей кінетики, до типу мартенситних, які в той час вивчались практично лише в металах і сплавах. 
Проводив також дослідження в галузі квантової електроніки й нелінійної оптики. Основним напрямом досліджень стала ІЧ-спектроскопія утворення і перебудови структури  в системах з водневими зв'язками на прикладі поліуретанів. Встановлено конформаційний характер поліморфних перетворень у лінійних поліуретанах і досліджені пов'язані з ними спектральні ефекти й закономірності. Вперше знайдено і досліджено незвичайний випадок розриву водневих зв'язків при кристалізації розплаву чи замороженого розплаву і зроблено висновок про необхідність перегляду уявлення про структуроутворюючу роль водневих зв'язків при кристалізації що утвердилась до того часу у літературі. Іноді навіть говорили про принцип максимального насичення водневих зв'язків при кристалізації, найбільш яскравою ілюстрацією чого є кристалізація води за атмосферного тиску. Досліджено явище інверсії дихроїзму в сегментованих поліуретанах і гомополіуретанах. 
Зроблено висновок, що і при малій довжині гліколевої складової може мати місце якоюсь мірою незалежна поведінка сегментів різної природи що локалізується в окремі мікрообласті. Отримано дані про неоднорідну структуру жорстких доменів сегментованого поліефірамідоуретану. Проведений аналіз зв'язку інверсії дихроїзму з орієнтаційними явищами для різних моделей структурної перебудови зразка й аналіз формул, які для цього застосовуються. Детально проаналізовані випадки, коли поперечна орієнтація жорсткого сегмента зумовлена орієнтацією жорсткосегментного домену як цілого. Показано, що інверсія орієнтації сегментів, які входять у жорсткі домени, може, але не обов'язково повинна приводити до інверсії дихроїзму, навіть якщо при цьому момент переходу повертається також на 90°. 
Тому співвідношення дихроїчної поведінки різних смуг, що належать до одного і того ж сегмента, саме по собі не може бути критерієм для вибору моделі, яка пояснює спектральні ефекти, що виникають. Спостерігалось удосконалення структури домену під впливом низькомолекулярних полярних рідин і, навпаки, розупорядковуюча дія йоногенних груп, що вводяться в полімерний ланцюг. Досліджена природа спектральних ефектів, що супроводжують введення йоногенних груп у ланцюг уретанвмісних сполук. 
Зроблено висновок, що вони зумовлені появою нового типу водневих зв'язків за участю аніона хлору і протона уретанового угруповання. 
Отримані ці й інші результати органічно увійшли до монографії «Инфракрасные спектры и структура полиуретанов», яка є першою у світовій літературі монографією, цілком присвяченою ІЧ-спетроскопії поліуретанів. 
В.М. Ватульов згодом займався дослідженням фотохімічно ініційованого структурування матеріалів на основі епоксидних смол. Встановив вплив умов опромінення на фотохімічно ініційовану взаємодію епоксиопігомерів з карбоксиловмісними ненасиченими мономерами. В такій реакційній суміші за наявності відповідних ініціаторів під цим УФ-опроміненням можливий одночасний перебіг сукупності радикальної полімеризації ненасичених груп і катіонної епоксидних груп, а також їх взаємодії з карбоксильними. Залежно від співвідношення швидкостей цих реакцій, і зокрема від ступеня участі карбоксильних груп в утворенні хімічної сітки, слід чекати зміни будови кінцевого продукту: від напів-ВПС до єдиної сітчастої структури аналога поліепоксиакрилату було показано, що співвідношення швидкостей цих процесів можна ефективно регулювати режимом опромінення. Переривання опромінення після часткового розкриття ненасичених зв'язків сприяє проходженню темнової реакції Між карбоксильними групами метакрилової кислоти й епоксидними епоксидної смоли. Безперервне опромінення до зникнення смуг ненасичених зв'язків в ІЧ-спектрі утруднює хімічну взаємодію карбоксильних груп з епоксидними, зменшуючи тим самим густоту хімічної сітки, що утворюється.
В процесі досліджень значна увага приділялась також питанням методики експерименту. Запропоновано і розроблено В.М. Ватульовим за участі інших організацій оригінальний метод градуювання спектрофотометрів без застосування еталонів пропускання.
В. М. Ватульов — автор та співавтор понад 100 наукових публікацій, однієї монографії та 16 авторських свідоцтв СРСР на винаходи.

## Вибрані наукові праці

### Монографії
- 1. Ватульов В. Н., Лаптий С. В., Керча Ю. Ю. Инфракрасные спектры и структура полиуретанов — Киев: Наук. думка, 1987.-188 с.
- 2. Ватульов В. Н., Клименко П. Л., Сомсиков А. И., Александров О. В. Безеталонный метод градуировки шкалы проусканий инфракрасного спектрофотометра с помощью делителя светового пучка. // Физические методы исследования полимеров. Київ: Наук. Думка, 1981. - С. 57.

### Статті
- 1. Ватульов В. Н. Влияние структуры кристаллической решетки на спектры поглощения и люминесценции примесей в молекулярных кристаллах. // Изв. АН УССР. Сер. физ. - 1963. №27, В. 4. - С. 512.
- 2. Ватульов В. Н., Прихотько А. Ф. Полиморфное превращение мартенситного типа в кристаллах октагидроантрацена. // Физика твердого тела. -1965.- 7, №1.- С. 42.
- 3. Ватульов В. Н., Лаптий С. В., Гайдук Р. Л., Керча Ю. Ю. Инверсия дихроизма при ориентации полимеров // Высокомолекуляр. соединения.- 1985.- 27, №1. - С. 65.
- 4. Ватульов В.Н., Батог О.П., Магдинец В.В., Пашинник В.Е. Влияние условий облучения на фотохимический процесс одностадийного образования аналогов полиепоксиакрилатов // Теоретич. и эксперимент. химия. - 1997. - 33, №4. - С. 252.
- 5. Laptij, S. V., Lipatov, Y. S., Kercha, Y. Y., Kosenko, L. A., Vatulev, V. N., & Gaiduk, R. L. (1982). Inversion of infra-red dichroism in linear crystallizable polyurethanes. Polymer, 23(13), 1917-1920.
- 6. Vatulev, V. N., Laptii, V. N., Kuz'mina, V. A., Kercha, Y. Y. (1978). Study of the domain structure of segmented polyether amidourethane by IR spectroscopy and optical microscopy. Polymer Science USSR, 20(3), 749-761.